# Чемпіонат України з футболу 1999—2000: вища ліга (склади команд)
У складах клубів подано гравців, які провели щонайменше 1 гру в вищій лізі сезону 1999/2000. Прізвища, імена та по батькові футболістів подані згідно з офіційним сайтом ФФУ.

## «Ворскла» (Полтава)
Головний тренер: Анатолій Коньков
| №            | Футболіст                     | Дата народження | Країна   | Ігри     | Голи     |
| Воротарі     | Воротарі                      | Воротарі        | Воротарі | Воротарі | Воротарі |
| ------------ | ----------------------------- | --------------- | -------- | -------- | -------- |
|              | Богодєлов Вячеслав Павлович   | 7 жовтня 1969   | Україна  | 2        | 0п       |
|              | Ковтун Андрій Олександрович   | 28 лютого 1968  | Україна  | 29       | 34п      |
| Захисники    |                               |                 |          |          |          |
|              | Баланчук Сергій Олександрович | 31 березня 1975 | Україна  | 30       | 1        |
|              | Головко Олександр Миколайович | 20 лютого 1973  | Україна  | 15       | 1        |
|              | Доценко Віктор Петрович       | 10 грудня 1975  | Україна  | 30       | 3        |
|              | Мачоган Ігор Петрович         | 3 березня 1970  | Україна  | 19       | 0        |
|              | Першин Олександр Валентинович | 23 червня 1977  | Україна  | 19       | 0        |
|              | Петков Іордан Хрістов         | 11 березня 1976 | Болгарія | 7        | 0        |
|              | Сілецький Сергій Валерійович  | 2 травня 1971   | Україна  | 1        | 0        |
|              | Черняк Сергій Володимирович   | 25 жовтня 1978  | Україна  | 22       | 1        |
| Півзахисники |                               |                 |          |          |          |
|              | Гузенко Андрій Леонідович     | 19 лютого 1973  | Україна  | 18       | 1        |
|              | Кобзар Віталій Юрійович       | 9 травня 1972   | Україна  | 28       | 9        |
|              | Косенко Олексій Юрійович      | 9 березня 1975  | Україна  | 3        | 0        |
|              | Костюк Ігор Володимирович     | 14 вересня 1975 | Україна  | 15       | 4        |
|              | Леженцев Сергій Борисович     | 4 серпня 1971   | Україна  | 11       | 1        |
|              | Маковський Михайло Михайлович | 23 квітня 1977  | Білорусь | 22       | 1        |
|              | Онопко Сергій Савелійович     | 26 жовтня 1973  | Україна  | 29       | 3        |
|              | Омельчук Олександр Макарович  | 22 вересня 1970 | Україна  | 30       | 2        |
| Нападники    |                               |                 |          |          |          |
|              | Головко Андрій Валентинович   | 5 серпня 1977   | Україна  | 18       | 4        |
|              | Мазяр Володимир Іванович      | 28 вересня 1977 | Україна  | 25       | 10       |
|              | Маковскі Владзімір Міхайлавіч | 23 квітня 1977  | Білорусь | 15       | 2        |
|              | Мелащенко Олександр Петрович  | 13 грудня 1978  | Україна  | 20       | 6        |

## «Динамо» (Київ)
Головний тренер: Валерій Лобановський
| №            | Футболіст                           | Дата народження   | Країна     | Ігри     | Голи     |
| Воротарі     | Воротарі                            | Воротарі          | Воротарі   | Воротарі | Воротарі |
| ------------ | ----------------------------------- | ----------------- | ---------- | -------- | -------- |
|              | Кернозенко Вячеслав Сергійович      | 4 червня 1976     | Україна    | 15       | 8п       |
|              | Шовковський Олександр Володимирович | 2 січня 1975      | Україна    | 15       | 10п      |
| Захисники    |                                     |                   |            |          |          |
|              | Ващук Владислав Вікторович          | 2 січня 1975      | Україна    | 20       | 1        |
|              | Герасименко Олексій Петрович        | 17 лютого 1970    | Росія      | 15       | 0        |
|              | Головко Олександр Борисович         | 6 січня 1972      | Україна    | 22       | 0        |
|              | Дмитрулін Юрій Михайлович           | 10 лютого 1975    | Україна    | 20       | 0        |
|              | Єзерський Володимир Іванович        | 15 листопада 1976 | Україна    | 5        | 0        |
|              | Несмачний Андрій Миколайович        | 28 лютого 1979    | Україна    | 16       | 0        |
|              | Кірюхін Олександр Григорович        | 1 жовтня 1974     | Україна    | 5        | 0        |
|              | Мамедов Раміз Мехманович            | 21 серпня 1972    | Росія      | 13       | 0        |
|              | Радченко Олександр Борисович        | 19 липня 1976     | Україна    | 1        | 0        |
|              | Федоров Сергій Владиславович        | 18 лютого 1975    | Україна    | 11       | 3        |
| Півзахисники |                                     |                   |            |          |          |
|              | Бялькевіч Валянцін Мікалаєвіч       | 27 січня 1973     | Білорусь   | 20       | 6        |
|              | Гусін Андрій Леонідович             | 11 грудня 1972    | Україна    | 27       | 5        |
|              | Каладзе Каха Карлович               | 27 лютого 1978    | Грузія     | 25       | 1        |
|              | Кардаш Василь Ярославович           | 14 січня 1973     | Україна    | 13       | 1        |
|              | Кормильцев Сергій Геннадійович      | 23 січня 1974     | Україна    | 19       | 0        |
|              | Косовський Віталій Владиславович    | 11 серпня 1973    | Україна    | 7        | 3        |
|              | Костюк Ігор Володимирович           | 14 вересня 1975   | Україна    | 5        | 0        |
|              | Максимюк Роман Васильович           | 14 червня 1974    | Україна    | 7        | 0        |
|              | Михайленко Дмитро Станіславович     | 13 липня 1973     | Україна    | 10       | 5        |
|              | Хацкевіч Аляксандр Мікалаєвіч       | 19 жовтня 1973    | Білорусь   | 15       | 4        |
|              | Целих Юрій Миколайович              | 18 квітня 1979    | Україна    | 1        | 0        |
|              | Яшкін Артем Олександрович           | 29 квітня 1975    | Україна    | 19       | 3        |
| Нападники    |                                     |                   |            |          |          |
|              | Венглінський Олег Миколайович       | 21 березня 1978   | Україна    | 6        | 1        |
|              | Деметрадзе Георге                   | 26 вересня 1976   | Грузія     | 14       | 7        |
|              | Коновалов Сергій Борисович          | 1 березня 1972    | Україна    | 10       | 4        |
|              | Косирін Олександр Михайлович        | 18 червня 1977    | Україна    | 2        | 1        |
|              | Ребров Сергій Станіславович         | 3 червня 1974     | Україна    | 20       | 18       |
|              | Серебренніков Сергій Олександрович  | 1 вересня 1976    | Україна    | 5        | 1        |
|              | Шацьких Максим Олександрович        | 30 серпня 1978    | Узбекистан | 25       | 20       |

## «Дніпро» (Дніпропетровськ)
Головні тренери: Леонід Колтун (2 матчі), Микола Федоренко (28 матчів)
| №            | Футболіст                           | Дата народження   | Країна   | Ігри     | Голи     |
| Воротарі     | Воротарі                            | Воротарі          | Воротарі | Воротарі | Воротарі |
| ------------ | ----------------------------------- | ----------------- | -------- | -------- | -------- |
|              | Куслій Артем Володимирович          | 7 липня 1981      | Україна  | 5        | 10п      |
|              | Медін Микола Олександрович          | 4 травня 1972     | Україна  | 6        | 13п      |
|              | Старцев Максим Олександрович        | 20 січня 1980     | Україна  | 19       | 29п      |
| Захисники    |                                     |                   |          |          |          |
|              | Бабич Олександр Олександрович       | 15 лютого 1979    | Україна  | 2        | 0        |
|              | Геращенко Володимир Васильович      | 27 квітня 1968    | Україна  | 9        | 0        |
|              | Грицай Олександр Анатолійович       | 30 вересня 1977   | Україна  | 14       | 0        |
|              | Задорожний Сергій Михайлович        | 20 лютого 1976    | Україна  | 26       | 4        |
|              | Козар Геннадій Васильович           | 23 вересня 1971   | Україна  | 1        | 0        |
|              | Матюхін Сергій Володимирович        | 21 березня 1980   | Україна  | 21       | 5        |
|              | Микула Євген Іванович               | 21 лютого 1980    | Україна  | 1        | 0        |
|              | Поклонський Олександр Володимирович | 22 січня 1975     | Україна  | 14       | 1        |
|              | Приходько Геннадій Миколайович      | 14 серпня 1973    | Україна  | 14       | 0        |
|              | Шершун Богдан Миколайович           | 14 травня 1981    | Україна  | 17       | 0        |
| Півзахисники |                                     |                   |          |          |          |
|              | Бєліков Віталій Петрович            | 9 березня 1979    | Україна  | 11       | 0        |
|              | Валяєв Сергій Валентинович          | 16 вересня 1978   | Україна  | 27       | 2        |
|              | Гузун Олександр Дмитрович           | 29 жовтня 1966    | Україна  | 2        | 0        |
|              | Назаренко Сергій Юрійович           | 16 лютого 1980    | Україна  | 18       | 2        |
|              | Зубченко Андрій Володимирович       | 15 березня 1977   | Україна  | 27       | 2        |
|              | Калініченко Максим Сергійович       | 26 січня 1979     | Україна  | 6        | 0        |
|              | Косілов Сергій Сергійович           | 11 липня 1979     | Росія    | 24       | 1        |
|              | Маткевич Анатолій Анатолійович      | 17 червня 1977    | Україна  | 10       | 0        |
|              | Онищенко Денис Анатолійович         | 15 вересня 1978   | Україна  | 3        | 0        |
|              | Піненко Олександр Сергійович        | 15 серпня 1978    | Україна  | 1        | 0        |
|              | Рачиба Олексій Іванович             | 24 грудня 1979    | Україна  | 3        | 0        |
|              | Ротань Руслан Петрович              | 29 жовтня 1981    | Україна  | 10       | 0        |
|              | Савенчук Олександр Михайлович       | 9 травня 1975     | Україна  | 15       | 1        |
|              | Стратулат Георгій Ніканорович       | 13 грудня 1976    | Молдова  | 7        | 0        |
|              | Тарасенко Віталій Юрійович          | 10 квітня 1980    | Україна  | 4        | 1        |
|              | Філімонов Денис Володимирович       | 4 січня 1971      | Україна  | 5        | 0        |
|              | Хоменко Ігор Юрійович               | 18 квітня 1976    | Україна  | 19       | 0        |
| Нападники    |                                     |                   |          |          |          |
|              | Бербат Сергій Костянтинович         | 11 листопада 1980 | Україна  | 1        | 0        |
|              | Грицай Олег Анатолійович            | 26 вересня 1974   | Україна  | 7        | 0        |
|              | Кондратович Дмитро Андрійович       | 24 червня 1981    | Україна  | 1        | 0        |
|              | Матвеєв Андрій Іванович             | 6 травня 1981     | Україна  | 5        | 0        |
|              | Слабишев Юрій Олександрович         | 6 жовтня 1979     | Україна  | 21       | 4        |
|              | Сухарєв Олександр Анатолійович      | 3 липня 1970      | Молдова  | 7        | 1        |
|              | Телятников Олексій Леонідович       | 21 жовтня 1980    | Україна  | 5        | 0        |
|              | Шевцов Сергій Анатолійович          | 31 грудня 1975    | Україна  | 27       | 3        |

## «Зірка» (Кіровоград)
Головні тренери: Олександр Іщенко (24 матчі), Юрій Коваль (6 матчів)
| №            | Футболіст                        | Дата народження   | Країна       | Ігри     | Голи     |
| Воротарі     | Воротарі                         | Воротарі          | Воротарі     | Воротарі | Воротарі |
| ------------ | -------------------------------- | ----------------- | ------------ | -------- | -------- |
|              | Бажан Ігор Миколайович           | 2 грудня 1981     | Україна      | 5        | 15п      |
|              | Белошапка Борис Іванович         | 9 лютого 1962     | Україна      | 5        | 10п      |
|              | Глущенко Андрій Олександрович    | 18 березня 1974   | Україна      | 20       | 41п      |
| Захисники    |                                  |                   |              |          |          |
|              | Білозерський Олександр Павлович  | 4 травня 1964     | Україна      | 14       | 0        |
|              | Богатир Віктор Миколайович       | 11 травня 1969    | Україна      | 1        | 0        |
|              | Бондаренко Олександр Миколайович | 29 червня 1966    | Україна      | 14       | 1        |
|              | Жилін Олег Миколайович           | 2 серпня 1971     | Україна      | 25       | 0        |
|              | Лавриненко Сергій Дмитрович      | 17 лютого 1975    | Україна      | 20       | 0        |
|              | Макогон Ігор Васильович          | 24 листопада 1969 | Україна      | 4        | 0        |
|              | Маркін Юрій Володимирович        | 19 січня 1971     | Україна      | 7        | 0        |
|              | Носенко Владислав Валерійович    | 6 грудня 1970     | Азербайджан  | 12       | 0        |
|              | Приходько Геннадій Миколайович   | 14 серпня 1973    | Україна      | 8        | 0        |
|              | Ромашев Олександр Валерійович    | 19 квітня 1976    | Україна      | 6        | 1        |
|              | Соболь Олександр Іванович        | 19 січня 1968     | Україна      | 22       | 0        |
|              | Толкач Олександр Леонідович      | 5 вересня 1971    | Білорусь     | 3        | 0        |
|              | Шаповалов Валерій Валерійович    | 27 серпня 1976    | Україна      | 25       | 3        |
|              | Щастливий Сергій Миколайович     | 5 лютого 1977     | Україна      | 5        | 0        |
| Півзахисники |                                  |                   |              |          |          |
|              | Богданов Юрій Вікторович         | 18 вересня 1972   | Україна      | 14       | 0        |
|              | Гащин Володимир Володимирович    | 2 січня 1972      | Україна      | 11       | 2        |
|              | Гринь Володимир Дмитрович        | 25 грудня 1971    | Україна      | 7        | 0        |
|              | Єсип Богдан Борисович            | 2 серпня 1978     | Україна      | 8        | 0        |
|              | Заяць Вадим Григорович           | 1 червня 1974     | Україна      | 21       | 1        |
|              | Ковба Денис Юрійович             | 6 вересня 1979    | Росія        | 25       | 0        |
|              | Комар Ярослав Володимирович      | 11 листопада 1981 | Україна      | 5        | 0        |
|              | Лагойда Ігор Ярославович         | 23 серпня 1978    | Україна      | 1        | 0        |
|              | Мартиненко Андрій Анатолійович   | 18 липня 1978     | Україна      | 5        | 0        |
|              | Никифоров Андрій Вікторович      | 23 січня 1969     | Україна      | 6        | 0        |
|              | Петруня Максим Михайлович        | 6 квітня 1980     | Україна      | 5        | 0        |
|              | Федоров Леонід Володимирович     | 28 січня 1963     | Україна      | 9        | 0        |
|              | Чалий Володимир Володимирович    | 26 січня 1976     | Україна      | 24       | 0        |
|              | Шубін Владислав Вікторович       | 25 квітня 1979    | Україна      | 4        | 0        |
| Нападники    |                                  |                   |              |          |          |
|              | Бурхан Євген Юрійович            | 27 травня 1971    | Україна      | 14       | 0        |
|              | Кислов Ігор Миколайович          | 19 липня 1966     | Туркменістан | 19       | 4        |
|              | Коссе Володимир Дмитрович        | 30 вересня 1967   | Молдова      | 13       | 4        |
|              | Кудінов Юрій Олексійович         | 10 травня 1975    | Україна      | 9        | 0        |
|              | Мартинов Юрій Петрович           | 5 червня 1965     | Україна      | 8        | 0        |
|              | Миколаєнко Юрій Петрович         | 28 вересня 1965   | Україна      | 3        | 0        |
|              | Продан Ігор Вячеславович         | 29 лютого 1976    | Україна      | 1        | 0        |
|              | Чорноіван Олексій Олександрович  | 2 січня 1982      | Україна      | 1        | 0        |

## «Карпати» (Львів)
Головний тренер: Лев Броварський
| №            | Футболіст                         | Дата народження   | Країна   | Ігри     | Голи     |
| Воротарі     | Воротарі                          | Воротарі          | Воротарі | Воротарі | Воротарі |
| ------------ | --------------------------------- | ----------------- | -------- | -------- | -------- |
|              | Венчак Олег Васильович            | 25 січня 1978     | Україна  | 1        | 0п       |
|              | Стронціцький Богдан Едуардович    | 13 січня 1968     | Україна  | 28       | 36п      |
|              | Тлумак Андрій Богданович          | 7 березня 1979    | Україна  | 2        | 2п       |
| Захисники    |                                   |                   |          |          |          |
|              | Вільчинський Володимир Нестерович | 1 травня 1967     | Україна  | 25       | 0        |
|              | Донець Андрій Анатолійович        | 3 січня 1981      | Україна  | 1        | 0        |
|              | Євтушок Олександр Васильович      | 11 жовтня 1970    | Україна  | 6        | 0        |
|              | Закотюк Микола Степанович         | 3 лютого 1975     | Україна  | 14       | 0        |
|              | Луцишин Михайло Михайлович        | 21 листопада 1975 | Україна  | 23       | 2        |
|              | Павлюх Іван Богданович            | 12 серпня 1976    | Україна  | 23       | 1        |
|              | Танасюк Сергій Анатолійович       | 12 листопада 1968 | Україна  | 24       | 2        |
|              | Тимчишин Олег Миронович           | 8 липня 1977      | Україна  | 15       | 0        |
| Півзахисники |                                   |                   |          |          |          |
|              | Вовчук Любомир Євгенович          | 26 серпня 1969    | Україна  | 25       | 0        |
|              | Даниловський Сергій Юрійович      | 20 серпня 1981    | Україна  | 7        | 0        |
|              | Євглевський Сергій Юрійович       | 3 червня 1969     | Україна  | 14       | 0        |
|              | Зуб Роман Іванович                | 16 лютого 1967    | Україна  | 5        | 0        |
|              | Ковалець Сергій Іванович          | 5 вересня 1968    | Україна  | 21       | 2        |
|              | Лучкевич Ігор Валерійович         | 19 листопада 1973 | Україна  | 9        | 1        |
|              | Мізін Сергій Григорович           | 25 вересня 1972   | Україна  | 14       | 5        |
|              | Назаров Євгеній Миколайович       | 23 січня 1972     | Україна  | 29       | 2        |
|              | Толочко Роман Любомирович         | 11 грудня 1968    | Україна  | 17       | 1        |
|              | Уштан Володимир Романович         | 15 грудня 1974    | Україна  | 2        | 0        |
|              | Хома Ярослав Богданович           | 17 лютого 1974    | Україна  | 24       | 1        |
|              | Шаран Володимир Богданович        | 18 вересня 1971   | Україна  | 10       | 2        |
|              | Шукатка Віталій Йосипович         | 17 квітня 1973    | Україна  | 3        | 0        |
| Нападники    |                                   |                   |          |          |          |
|              | Гецко Іван Михайлович             | 6 квітня 1968     | Україна  | 13       | 10       |
|              | Кабанов Тарас Володимирович       | 23 січня 1981     | Україна  | 12       | 0        |
|              | Маковей Ігор Юрійович             | 4 вересня 1976    | Україна  | 11       | 3        |
|              | Онисько Павло Степанович          | 12 липня 1979     | Україна  | 1        | 0        |
|              | Покладок Андрій Ярославович       | 21 червня 1971    | Україна  | 29       | 5        |
|              | Семочко Дмитро Дмитрович          | 25 січня 1979     | Україна  | 7        | 2        |

## «Кривбас» (Кривий Ріг)
Головний тренер: Олег Таран
| №            | Футболіст                          | Дата народження   | Країна   | Ігри     | Голи     |
| Воротарі     | Воротарі                           | Воротарі          | Воротарі | Воротарі | Воротарі |
| ------------ | ---------------------------------- | ----------------- | -------- | -------- | -------- |
|              | Лавренцов Олександр Сергійович     | 15 грудня 1972    | Україна  | 27       | 25п      |
|              | Правкін Сергій Миколайович         | 20 січня 1980     | Україна  | 3        | 5п       |
| Захисники    |                                    |                   |          |          |          |
|              | Аніщенко Андрій Анатолійович       | 16 квітня 1975    | Україна  | 17       | 0        |
|              | Грановський Олександр Анатолійович | 11 березня 1976   | Україна  | 29       | 1        |
|              | Дорошенко Ігор Миколайович         | 16 січня 1973     | Україна  | 14       | 0        |
|              | Єзерський Володимир Іванович       | 15 листопада 1976 | Україна  | 9        | 0        |
|              | Колчін Денис Борисович             | 13 жовтня 1977    | Україна  | 5        | 0        |
|              | Монахов Антон Олександрович        | 31 січня 1982     | Україна  | 10       | 0        |
|              | Оксимець Андрій Григорович         | 27 вересня 1974   | Україна  | 4        | 0        |
|              | Сухорученко Сергій Григорович      | 25 вересня 1974   | Україна  | 9        | 0        |
| Півзахисники |                                    |                   |          |          |          |
|              | Даценко Сергій Анатолійович        | 10 грудня 1977    | Україна  | 4        | 0        |
|              | Євсюков Олександр Сергійович       | 23 червня 1978    | Україна  | 3        | 0        |
|              | Зотов Олександр Сергійович         | 23 лютого 1975    | Україна  | 28       | 2        |
|              | Йокшас Андрюс                      | 12 січня 1979     | Литва    | 15       | 1        |
|              | Кріулін Станіслав Володимирович    | 18 квітня 1975    | Україна  | 8        | 0        |
|              | Мізін Сергій Григорович            | 25 вересня 1972   | Україна  | 13       | 4        |
|              | Платонов Валентин Вікторович       | 15 січня 1977     | Україна  | 21       | 3        |
|              | Пономаренко Володимир Миколайович  | 29 жовтня 1972    | Україна  | 27       | 0        |
|              | Русол Андрій Анатолійович          | 16 січня 1983     | Україна  | 3        | 0        |
|              | Сімаков Олег Олександрович         | 3 січня 1976      | Росія    | 29       | 5        |
|              | Якименко Олексій Володимирович     | 22 жовтня 1974    | Україна  | 13       | 2        |
| Нападники    |                                    |                   |          |          |          |
|              | Гецко Іван Михайлович              | 6 квітня 1968     | Україна  | 10       | 9        |
|              | Гребінюк Олександр Вікторович      | 23 червня 1981    | Україна  | 3        | 1        |
|              | Кайдарашвілі Олександр             | 2 листопада 1978  | Грузія   | 9        | 1        |
|              | Монарьов Роман Геннадійович        | 17 січня 1980     | Україна  | 14       | 5        |
|              | Мороз Геннадій Григорович          | 27 березня 1975   | Україна  | 26       | 10       |
|              | Паляниця Олександр Віталійович     | 29 лютого 1972    | Україна  | 28       | 6        |
|              | Римшин Євген Леонідович            | 16 червня 1976    | Україна  | 23       | 3        |

## «Металіст» (Харків)
Головний тренер: Михайло Фоменко
| №            | Футболіст                           | Дата народження   | Країна   | Ігри     | Голи     |
| Воротарі     | Воротарі                            | Воротарі          | Воротарі | Воротарі | Воротарі |
| ------------ | ----------------------------------- | ----------------- | -------- | -------- | -------- |
|              | Горяінов Олександр Сергійович       | 29 червня 1975    | Україна  | 30       | 38п      |
|              | Колесов Олег Анатолійович           | 15 лютого 1969    | Україна  | 1        | 1п       |
| Захисники    |                                     |                   |          |          |          |
|              | Іваненко Віктор Валерійович         | 5 серпня 1970     | Україна  | 29       | 10       |
|              | Лоц Віталій Михайлович              | 20 січня 1977     | Україна  | 17       | 0        |
|              | Лукаш Олег Михайлович               | 6 квітня 1972     | Україна  | 4        | 0        |
|              | Пець Роман Васильович               | 21 червня 1969    | Україна  | 27       | 1        |
|              | Тофан Василь Васильович             | 13 лютого 1974    | Україна  | 21       | 4        |
| Півзахисники |                                     |                   |          |          |          |
|              | Гольдін Вадим Якович                | 18 листопада 1972 | Україна  | 24       | 4        |
|              | Заєць Віталій Васильович            | 11 грудня 1980    | Україна  | 1        | 0        |
|              | Кірлік Андрій Яношевич              | 21 листопада 1974 | Україна  | 29       | 4        |
|              | Костюков Сергій Миколайович         | 11 вересня 1975   | Україна  | 21       | 2        |
|              | Кучер Олег Миколайович              | 17 листопада 1971 | Україна  | 27       | 1        |
|              | Плахотін Ігор Сергійович            | 13 вересня 1974   | Україна  | 23       | 0        |
|              | Сєріков Володимир Ілліч             | 21 січня 1970     | Україна  | 6        | 0        |
|              | Симонов Олександр Вікторович        | 8 листопада 1978  | Україна  | 10       | 1        |
|              | Харченко(Жуковський) Вадим Юрійович | 7 грудня 1975     | Україна  | 25       | 4        |
|              | Чупрін Дмитро Олександрович         | 25 вересня 1971   | Україна  | 2        | 0        |
|              | Школьніков Ян Нафтулович            | 14 лютого 1970    | Україна  | 29       | 4        |
|              | Шопін Ігор Вікторович               | 15 червня 1978    | Україна  | 25       | 0        |
| Нападники    |                                     |                   |          |          |          |
|              | Карабута Олександр Петрович         | 3 березня 1974    | Україна  | 1        | 0        |
|              | Рижих Сергій Володимирович          | 12 вересня 1979   | Україна  | 13       | 1        |
|              | Рудняк Дмитро Геннадійович          | 29 червня 1970    | Україна  | 26       | 5        |
|              | Шевченко Олег Вікторович            | 16 вересня 1978   | Україна  | 7        | 0        |

## «Металург» (Донецьк)
Головні тренери: Михайло Соколовський (5 матчів), Семен Альтман (25 матчів)
| №            | Футболіст                           | Дата народження  | Країна   | Ігри     | Голи     |
| Воротарі     | Воротарі                            | Воротарі         | Воротарі | Воротарі | Воротарі |
| ------------ | ----------------------------------- | ---------------- | -------- | -------- | -------- |
|              | Кураєв Андрій Вадимович             | 19 грудня 1972   | Україна  | 27       | 31п      |
|              | Нікітін Андрій Дмитрович            | 8 січня 1972     | Україна  | 3        | 4п       |
| Захисники    |                                     |                  |          |          |          |
|              | Булгаков Олексій Володимирович      | 8 вересня 1977   | Україна  | 10       | 0        |
|              | Дорохов Олександр Олександрович     | 27 січня 1969    | Україна  | 25       | 0        |
|              | Коваль Олександр Миколайович        | 3 травня 1974    | Україна  | 11       | 0        |
|              | Ковальов Альберт Сергійович         | 4 березня 1971   | Україна  | 28       | 2        |
|              | Король Ігор Євгенович               | 26 серпня 1971   | Україна  | 5        | 0        |
|              | Леонов Ігор Іванович                | 14 вересня 1967  | Україна  | 7        | 0        |
|              | Мартюк Олександр Леонідович         | 24 липня 1972    | Україна  | 2        | 0        |
|              | Осадчий Сергій Миколайович          | 30 жовтня 1970   | Україна  | 26       | 1        |
|              | Пятенко Володимир Миколайович       | 9 вересня 1974   | Україна  | 21       | 1        |
|              | Яксманицький Володимир Іванович     | 4 лютого 1977    | Україна  | 22       | 1        |
| Півзахисники |                                     |                  |          |          |          |
|              | Волошин Микола Миколайович          | 15 вересня 1977  | Україна  | 5        | 0        |
|              | Воскобойник Олександр Володимирович | 26 січня 1976    | Україна  | 21       | 2        |
|              | Д'як Віктор Іванович                | 4 червня 1971    | Україна  | 1        | 0        |
|              | Жуненко Сергій Миколайович          | 13 травня 1970   | Україна  | 3        | 1        |
|              | Зав'ялов Андрій Олександрович       | 2 січня 1971     | Україна  | 21       | 0        |
|              | Коваленко Олександр Олександрович   | 24 березня 1976  | Україна  | 21       | 1        |
|              | Крохан Вадим Валерійович            | 5 січня 1972     | Україна  | 5        | 0        |
|              | Купцов Андрій Сергійович            | 23 січня 1971    | Україна  | 3        | 0        |
|              | Моргунов Олексій Борисович          | 7 березня 1975   | Україна  | 10       | 0        |
|              | Мухін Андрій Олександрович          | 31 січня 1975    | Україна  | 3        | 0        |
|              | Соколовський Денис Михайлович       | 26 березня 1979  | Україна  | 8        | 0        |
|              | Таловєров Вадим Миколайович         | 2 грудня 1971    | Україна  | 2        | 0        |
|              | Шелаєв Олег Миколайович             | 5 листопада 1976 | Україна  | 13       | 3        |
|              | Шищенко Сергій Юрійович             | 13 січня 1976    | Україна  | 25       | 8        |
| Нападники    |                                     |                  |          |          |          |
|              | Данченко Юрій Володимирович         | 9 серпня 1979    | Україна  | 16       | 0        |
|              | Дранов Сергій Геннадійович          | 1 вересня 1977   | Україна  | 24       | 6        |
|              | Кріпак Яків Вікторович              | 13 червня 1978   | Україна  | 12       | 1        |
|              | Мінтенко Віталій Георгійович        | 29 жовтня 1972   | Україна  | 6        | 0        |
|              | Пилипчук Роман Михайлович           | 27 квітня 1967   | Україна  | 10       | 4        |
|              | Севідов Олександр Володимирович     | 18 липня 1969    | Україна  | 12       | 8        |

## «Металург» (Запоріжжя)
Головний тренер: Мирон Маркевич
| №            | Футболіст                          | Дата народження  | Країна    | Ігри     | Голи     |
| Воротарі     | Воротарі                           | Воротарі         | Воротарі  | Воротарі | Воротарі |
| ------------ | ---------------------------------- | ---------------- | --------- | -------- | -------- |
|              | Береський Олег Іванович            | 6 січня 1969     | Україна   | 21       | 19п      |
|              | Гребенюк Тарас Олександрович       | 23 серпня 1971   | Україна   | 9        | 16п      |
| Захисники    |                                    |                  |           |          |          |
|              | Батраченко Олександр Миколайович   | 9 лютого 1981    | Україна   | 6        | 0        |
|              | Беньо Юрій Володимирович           | 25 квітня 1974   | Україна   | 13       | 0        |
|              | Богатир Іван Олександрович         | 24 квітня 1975   | Україна   | 12       | 0        |
|              | Бугай Сергій Іванович              | 29 вересня 1972  | Україна   | 22       | 0        |
|              | Конюшенко Андрій Вікторович        | 2 квітня 1977    | Україна   | 29       | 6        |
|              | Маркін Юрій Володимирович          | 19 січня 1971    | Україна   | 4        | 1        |
|              | Олексієнко Іван Іванович           | 5 листопада 1979 | Україна   | 9        | 0        |
|              | Ратій Олег Борисович               | 5 липня 1970     | Україна   | 27       | 1        |
|              | Скиш Віталій Володимирович         | 23 серпня 1971   | Україна   | 14       | 2        |
|              | Чижевський Олександр Арсенійович   | 27 травня 1971   | Україна   | 13       | 0        |
|              | Чорнявський Олександр Анатолійович | 10 березня 1972  | Україна   | 12       | 0        |
|              | Шевчук В'ячеслав Анатолійович      | 13 травня 1979   | Україна   | 21       | 1        |
| Півзахисники |                                    |                  |           |          |          |
|              | Акопян Армен Антонович             | 15 січня 1980    | Україна   | 25       | 1        |
|              | Дуднік Юрій Володимирович          | 26 вересня 1968  | Україна   | 5        | 0        |
|              | Зубков Владислав Вікторович        | 8 квітня 1971    | Україна   | 13       | 4        |
|              | Ключик Сергій Леонідович           | 27 серпня 1973   | Україна   | 8        | 0        |
|              | Полтавець Валентин Миколайович     | 18 квітня 1975   | Україна   | 29       | 9        |
|              | Смірнов Денис Анатолійович         | 18 червня 1975   | Україна   | 12       | 2        |
|              | Співак Олександр Сергійович        | 6 січня 1975     | Україна   | 23       | 2        |
|              | Топчієв Дмитро Миколайович         | 25 вересня 1966  | Україна   | 17       | 0        |
|              | Черевань Андрій Валерійович        | 13 квітня 1975   | Україна   | 3        | 0        |
| Нападники    |                                    |                  |           |          |          |
|              | Бондаренко Роман Дмитрійович       | 14 серпня 1966   | Україна   | 26       | 5        |
|              | Васілєвич Ацо                      | 25 вересня 1973  | Югославія | 10       | 5        |
|              | Демченко Андрій Анатолійович       | 20 серпня 1976   | Україна   | 25       | 3        |
|              | Осташов Олександр Сергійович       | 3 червня 1970    | Україна   | 4        | 0        |
|              | Шпак Андрій Володимирович          | 25 жовтня 1978   | Україна   | 7        | 1        |

## «Металург» (Маріуполь)
Головний тренер: Микола Павлов
| №            | Футболіст                       | Дата народження | Країна   | Ігри     | Голи     |
| Воротарі     | Воротарі                        | Воротарі        | Воротарі | Воротарі | Воротарі |
| ------------ | ------------------------------- | --------------- | -------- | -------- | -------- |
|              | Тарахтій Андрій Володимирович   | 11 липня 1969   | Україна  | 1        | 2п       |
|              | Шуховцев Ігор Вікторович        | 13 липня 1971   | Україна  | 30       | 46п      |
| Захисники    |                                 |                 |          |          |          |
|              | Анікеєв Володимир Юрійович      | 16 січня 1976   | Україна  | 27       | 2        |
|              | Волосянко Микола Миколайович    | 13 березня 1972 | Україна  | 28       | 3        |
|              | Дірявка Сергій Георгійович      | 18 квітня 1971  | Україна  | 21       | 0        |
|              | Мітін Сергій Анатолійович       | 27 липня 1977   | Україна  | 3        | 0        |
|              | Русановський Роман Євгенович    | 8 жовтня 1972   | Україна  | 9        | 0        |
|              | Сизон Олег Федорович            | 1 лютого 1977   | Україна  | 4        | 0        |
|              | Таран Євген Миколайович         | 11 квітня 1980  | Україна  | 3        | 0        |
|              | Фенін Віталій Олександрович     | 19 червня 1979  | Україна  | 1        | 0        |
| Півзахисники |                                 |                 |          |          |          |
|              | Браіла Володимир Леонідович     | 21 серпня 1978  | Україна  | 13       | 1        |
|              | Ганицький Даніїл Ігорович       | 8 квітня 1980   | Україна  | 16       | 1        |
|              | Гончаренко Сергій Григорович    | 24 квітня 1974  | Україна  | 15       | 0        |
|              | Залізняк Віталій Олександрович  | 16 лютого 1973  | Україна  | 7        | 0        |
|              | Колесник Сергій Олександрович   | 1 січня 1979    | Україна  | 11       | 0        |
|              | Котюк Андрій Валерійович        | 3 вересня 1976  | Україна  | 14       | 1        |
|              | Левченко Олексій Валерійович    | 16 травня 1976  | Україна  | 2        | 0        |
|              | Механошин Олександр Михайлович  | 14 липня 1971   | Україна  | 15       | 0        |
|              | Пантілов Віталій Олексійович    | 18 серпня 1970  | Україна  | 24       | 4        |
|              | Плотко Ігор Володимирович       | 9 червня 1966   | Україна  | 25       | 5        |
|              | Пушкуца Віталій Георгійович     | 13 липня 1974   | Україна  | 17       | 1        |
|              | Рикун Олександр Валерійович     | 6 травня 1978   | Україна  | 25       | 6        |
|              | Сахаров Костянтин Анатолійович  | 9 вересня 1971  | Україна  | 29       | 4        |
| Нападники    |                                 |                 |          |          |          |
|              | Бабич Костянтин Миколайович     | 6 травня 1975   | Україна  | 29       | 12       |
|              | Гайдаш Олександр Миколайович    | 7 серпня 1967   | Україна  | 14       | 5        |
|              | Духно Анатолій Іванович         | 15 червня 1977  | Україна  | 2        | 0        |
|              | Молокуцько Степан Костянтинович | 18 серпня 1979  | Україна  | 23       | 2        |

## «Нива» (Тернопіль)
Головний тренер: Валерій Богуславський
| №            | Футболіст                         | Дата народження   | Країна       | Ігри     | Голи     |
| Воротарі     | Воротарі                          | Воротарі          | Воротарі     | Воротарі | Воротарі |
| ------------ | --------------------------------- | ----------------- | ------------ | -------- | -------- |
|              | Лосєв Геннадій Іванович           | 24 січня 1967     | Україна      | 22       | 34п      |
|              | Нікітенко Юрій Миколайович        | 28 березня 1974   | Україна      | 10       | 23п      |
| Захисники    |                                   |                   |              |          |          |
|              | Біскуп Ігор Іванович              | 11 серпня 1960    | Україна      | 16       | 1        |
|              | Бойцан Олександр Володимирович    | 20 жовтня 1973    | Україна      | 20       | 0        |
|              | Заяць Валентин Григорович         | 30 жовтня 1972    | Україна      | 8        | 0        |
|              | Лапа Микола Петрович              | 4 грудня 1972     | Україна      | 25       | 0        |
|              | Мазур Дмитро Анатолійович         | 17 березня 1967   | Україна      | 25       | 2        |
|              | Мішенін Олег Володимирович        | 18 червня 1974    | Україна      | 6        | 0        |
|              | Сопронюк Іван Анатолійович        | 28 травня 1980    | Україна      | 2        | 0        |
|              | Сушка Ігор Володимирович          | 4 вересня 1969    | Україна      | 12       | 0        |
|              | Филипенко Павло Олексійович       | 27 квітня 1974    | Україна      | 19       | 1        |
|              | Шиманський Сергій Михайлович      | 29 листопада 1976 | Україна      | 7        | 0        |
| Півзахисники |                                   |                   |              |          |          |
|              | Богородіченко Сергій Анатолійович | 31 серпня 1978    | Україна      | 1        | 0        |
|              | Гвіанідзе Автанділ Отарович       | 23 серпня 1974    | Україна      | 24       | 0        |
|              | Гончаренко Сергій Григорович      | 24 квітня 1974    | Україна      | 10       | 1        |
|              | Дгебуадзе Кахабер Віссаріонович   | 26 лютого 1972    | Грузія       | 18       | 1        |
|              | Дем'янчук Михайло Михайлович      | 15 листопада 1971 | Україна      | 2        | 0        |
|              | Капанадзе Таріел Давидович        | 1 грудня 1962     | Грузія       | 30       | 3        |
|              | Кривий Сергій Петрович            | 3 жовтня 1977     | Україна      | 18       | 2        |
|              | Лемішко Костянтин Львович         | 8 травня 1974     | Україна      | 14       | 2        |
|              | Магдієв Юрій Загірбекович         | 2 грудня 1971     | Туркменістан | 11       | 3        |
|              | Метревелі Костянтин Юрійович      | 27 серпня 1974    | Грузія       | 1        | 0        |
|              | Николайчук Матвій Михайлович      | 9 серпня 1974     | Україна      | 7        | 0        |
|              | Хоменко Сергій Леонідович         | 25 жовтня 1977    | Україна      | 11       | 1        |
|              | Чомахідзе Шота                    | 17 листопада 1978 | Грузія       | 13       | 2        |
| Нападники    |                                   |                   |              |          |          |
|              | Агаєв Муслім Байрамович           | 29 квітня 1974    | Узбекистан   | 11       | 1        |
|              | Кайдарашвілі Олександр            | 2 листопада 1978  | Грузія       | 13       | 4        |
|              | Капанадзе Автанділ Давидович      | 1 грудня 1962     | Грузія       | 22       | 12       |
|              | Лашук Євген Віталійович           | 26 лютого 1978    | Україна      | 7        | 0        |
|              | Сіхарулідзе Автанділ Тамазович    | 14 листопада 1975 | Грузія       | 17       | 3        |
|              | Шпак Андрій Володимирович         | 25 жовтня 1978    | Україна      | 8        | 0        |

## «Прикарпаття» (Івано-Франківськ)
Головні тренери: Ігор Яворський (12 матчів), Анатолій Бойко (2 матчі), Сергій Морозов (16 матчів)
| №            | Футболіст                          | Дата народження   | Країна   | Ігри     | Голи     |
| Воротарі     | Воротарі                           | Воротарі          | Воротарі | Воротарі | Воротарі |
| ------------ | ---------------------------------- | ----------------- | -------- | -------- | -------- |
|              | Поліщук Сергій Болеславович        | 2 листопада 1974  | Україна  | 18       | 31п      |
|              | Чумак Юрій Олександрович           | 8 квітня 1962     | Україна  | 12       | 16п      |
| Захисники    |                                    |                   |          |          |          |
|              | Ватаманюк Ярослав Петрович         | 25 травня 1963    | Україна  | 11       | 0        |
|              | Грегуль Валентин Миколайович       | 9 грудня 1973     | Україна  | 28       | 5        |
|              | Зуєнко Микола Миколайович          | 11 жовтня 1972    | Україна  | 10       | 0        |
|              | Кріль Ігор Іванович                | 11 жовтня 1974    | Україна  | 20       | 0        |
|              | Первак Віталій Миколайович         | 15 серпня 1970    | Україна  | 24       | 0        |
|              | Семчук Дмитро Анатолійович         | 23 січня 1974     | Україна  | 8        | 0        |
|              | Сосенко Костянтин Федорович        | 26 вересня 1969   | Україна  | 20       | 0        |
|              | Фокін Юрій Тенгісович              | 3 січня 1966      | Україна  | 14       | 0        |
|              | Храмцов Олексій Володимирович      | 8 листопада 1975  | Україна  | 9        | 0        |
| Півзахисники |                                    |                   |          |          |          |
|              | Венглінський Олександр Миколайович | 29 листопада 1974 | Україна  | 26       | 0        |
|              | Гончар Олександр Борисович         | 25 лютого 1980    | Україна  | 15       | 0        |
|              | Городов Олексій Анатолійович       | 28 серпня 1978    | Україна  | 15       | 2        |
|              | Ковалюк Володимир Васильович       | 3 березня 1972    | Україна  | 26       | 2        |
|              | Ковальчук Тарас Степанович         | 21 лютого 1973    | Україна  | 14       | 0        |
|              | Козир Сергій Васильович            | 4 квітня 1979     | Україна  | 5        | 1        |
|              | Матвіїв Степан Олексійович         | 10 березня 1968   | Україна  | 9        | 0        |
|              | Николайчук Матвій Михайлович       | 9 серпня 1974     | Україна  | 6        | 1        |
|              | Пташник Сергій Володимирович       | 1 жовтня 1964     | Україна  | 4        | 1        |
|              | Рак Олег Віталійович               | 21 квітня 1975    | Україна  | 6        | 0        |
|              | Редушко Анатолій Ярославович       | 9 січня 1970      | Україна  | 12       | 0        |
|              | Спєвак Андрій Олександрович        | 4 січня 1976      | Україна  | 29       | 6        |
|              | Хомин Андрій Романович             | 24 травня 1968    | Україна  | 4        | 0        |
| Нападники    |                                    |                   |          |          |          |
|              | Атаманчук Орест Богданович         | 5 вересня 1971    | Україна  | 14       | 3        |
|              | Гогіль Ігор Михайлович             | 14 лютого 1976    | Україна  | 5        | 1        |
|              | Забранський Руслан Михайлович      | 10 березня 1971   | Україна  | 7        | 1        |
|              | Ірічук Павло Васильович            | 1 лютого 1970     | Україна  | 14       | 3        |
|              | Корпонай Іван Тиберійович          | 13 лютого 1969    | Україна  | 1        | 0        |
|              | Ларін Володимир Миколайович        | 8 листопада 1977  | Україна  | 22       | 0        |

## «Таврія» (Сімферополь)
Головні тренери: Анатолій Коробочка (15 матчів), Володимир Мунтян (15 матчів)
| №            | Футболіст                          | Дата народження   | Країна   | Ігри     | Голи     |
| Воротарі     | Воротарі                           | Воротарі          | Воротарі | Воротарі | Воротарі |
| ------------ | ---------------------------------- | ----------------- | -------- | -------- | -------- |
|              | Величко Сергій Миколайович         | 9 серпня 1976     | Україна  | 18       | 32п      |
|              | Романенко Всеволод Вадимович       | 24 березня 1977   | Україна  | 10       | 15п      |
|              | Сокоренко Олександр Миколайович    | 23 лютого 1976    | Україна  | 2        | 4п       |
| Захисники    |                                    |                   |          |          |          |
|              | Андрієнко Денис Андрійович         | 12 квітня 1980    | Україна  | 11       | 0        |
|              | Дем'яненко Дмитро Володимирович    | 11 червня 1969    | Україна  | 6        | 0        |
|              | Донюшкін Юрій Олексійович          | 27 січня 1976     | Україна  | 26       | 0        |
|              | Єсін Сергій Олександрович          | 2 квітня 1975     | Україна  | 23       | 1        |
|              | Кузнецов Олексій Миколайович       | 23 лютого 1976    | Україна  | 3        | 0        |
|              | Куций Павло Павлович               | 18 серпня 1978    | Україна  | 7        | 0        |
|              | Маркін Юрій Володимирович          | 19 січня 1971     | Україна  | 15       | 1        |
|              | Назаров Дмитро Аркадійович         | 3 серпня 1977     | Україна  | 26       | 0        |
|              | Смігунов Віктор Іванович           | 28 січня 1962     | Україна  | 13       | 1        |
| Півзахисники |                                    |                   |          |          |          |
|              | Аверін Сергій Сергійович           | 21 квітня 1975    | Україна  | 21       | 1        |
|              | Богомол Олег Вікторович            | 22 липня 1976     | Україна  | 9        | 0        |
|              | Ветренніков Сергій Юрійович        | 24 березня 1976   | Україна  | 2        | 0        |
|              | Войнаровський Роман Васильович     | 5 січня 1980      | Україна  | 5        | 0        |
|              | Грищенко Олексій Володимирович     | 7 березня 1978    | Україна  | 4        | 0        |
|              | Ключик Сергій Леонідович           | 27 серпня 1973    | Україна  | 15       | 0        |
|              | Конопелько Михайло Миколайович     | 9 вересня 1973    | Білорусь | 9        | 0        |
|              | Кундєнок Геннадій Миколайович      | 6 жовтня 1976     | Україна  | 14       | 1        |
|              | Кундєнок Олександр Миколайович     | 11 листопада 1973 | Україна  | 30       | 3        |
|              | Мардас Геннадій Олександрович      | 12 червня 1970    | Білорусь | 13       | 0        |
|              | Митрофанов Олександр Володимирович | 1 листопада 1977  | Україна  | 29       | 3        |
|              | Опарін Андрій Станіславович        | 27 травня 1968    | Україна  | 28       | 1        |
|              | Осіпов Олексій Рудольфович         | 2 листопада 1975  | Україна  | 14       | 5        |
|              | Поліщук Володимир Васильович       | 29 жовтня 1974    | Україна  | 12       | 3        |
| Нападники    |                                    |                   |          |          |          |
|              | Антюхін Олексій Володимирович      | 25 листопада 1971 | Україна  | 22       | 7        |
|              | Гайдаш Олександр Миколайович       | 7 серпня 1967     | Україна  | 15       | 5        |
|              | Табачун Руслан Миколайович         | 13 вересня 1975   | Україна  | 12       | 0        |

## ЦСКА (Київ)
Головний тренер: Володимир Безсонов
| №            | Футболіст                        | Дата народження   | Країна      | Ігри     | Голи     |
| Воротарі     | Воротарі                         | Воротарі          | Воротарі    | Воротарі | Воротарі |
| ------------ | -------------------------------- | ----------------- | ----------- | -------- | -------- |
|              | Байрашевський Роман Валерійович  | 7 серпня 1974     | Україна     | 1        | 2п       |
|              | Блажаєв Павло Олексійович        | 25 квітня 1971    | Україна     | 1        | 2п       |
|              | Рева Віталій Григорович          | 19 листопада 1974 | Україна     | 29       | 32п      |
| Захисники    |                                  |                   |             |          |          |
|              | Анненков Андрій Михайлович       | 21 січня 1969     | Україна     | 24       | 2        |
|              | Балацький Анатолій Васильович    | 15 червня 1972    | Україна     | 7        | 0        |
|              | Балицький Віталій Вікторович     | 22 серпня 1978    | Україна     | 24       | 0        |
|              | Євтушок Олександр Васильович     | 11 жовтня 1970    | Україна     | 11       | 1        |
|              | Левченко Віталій Григорович      | 28 березня 1972   | Таджикистан | 28       | 1        |
|              | Поляков Борис Маркович           | 8 грудня 1976     | Україна     | 13       | 0        |
|              | Ревут Сергій Анатолійович        | 25 лютого 1971    | Україна     | 5        | 0        |
|              | Семчук Дмитро Анатолійович       | 23 січня 1974     | Україна     | 13       | 0        |
|              | Скоропад Павло Васильович        | 21 липня 1979     | Україна     | 16       | 1        |
|              | Ткаченко Сергій Вікторович       | 10 лютого 1979    | Україна     | 14       | 0        |
|              | Ульяницький Віктор Васильович    | 7 серпня 1972     | Україна     | 15       | 0        |
| Півзахисники |                                  |                   |             |          |          |
|              | Дараселія Віталій Віталійович    | 27 жовтня 1978    | Грузія      | 6        | 0        |
|              | Закарлюка Сергій Володимирович   | 17 серпня 1976    | Україна     | 25       | 7        |
|              | Калитвинцев Юрій Миколайович     | 5 травня 1968     | Україна     | 10       | 1        |
|              | Каряка Андрій Костянтинович      | 1 квітня 1978     | Україна     | 10       | 3        |
|              | Костишин Руслан Володимирович    | 8 січня 1977      | Україна     | 27       | 2        |
|              | Мороз Віктор Васильович          | 18 січня 1968     | Україна     | 4        | 0        |
|              | Олексієнко Олександр Миколайович | 13 травня 1979    | Україна     | 3        | 0        |
|              | Олійник Олексій Степанович       | 14 листопада 1977 | Україна     | 23       | 1        |
|              | Поляруш Олег Миколайович         | 10 вересня 1977   | Україна     | 6        | 0        |
|              | Селезньов Сергій Анатолійович    | 17 лютого 1975    | Україна     | 14       | 1        |
|              | Цихмейструк Едуард Миколайович   | 24 червня 1973    | Україна     | 27       | 5        |
| Нападники    |                                  |                   |             |          |          |
|              | Ареф'єв Віктор Леонідович        | 23 січня 1975     | Україна     | 10       | 0        |
|              | Корєнєв Дмитро Віталійович       | 7 жовтня 1970     | Україна     | 1        | 0        |
|              | Леоненко Віктор Євгенович        | 5 жовтня 1969     | Україна     | 1        | 0        |
|              | Монарьов Роман Геннадійович      | 17 січня 1980     | Україна     | 5        | 1        |
|              | Мусолітін Володимир Миколайович  | 11 березня 1973   | Україна     | 25       | 5        |
|              | Пахолюк Роман Васильович         | 3 жовтня 1979     | Україна     | 6        | 0        |

## «Чорноморець» (Одеса)
Головні тренери: Олександр Голоколосов (7 матчів), Валерій Мельник (2 матчі), Анатолій Азаренков (21 матч)
| №            | Футболіст                           | Дата народження   | Країна   | Ігри     | Голи     |
| Воротарі     | Воротарі                            | Воротарі          | Воротарі | Воротарі | Воротарі |
| ------------ | ----------------------------------- | ----------------- | -------- | -------- | -------- |
|              | Гришко Віктор Васильович            | 2 листопада 1961  | Україна  | 11       | 20п      |
|              | Гуменюк Олександр Анатолійович      | 6 жовтня 1976     | Україна  | 7        | 8п       |
|              | Руденко Віталій Миколайович         | 26 січня 1981     | Україна  | 1        | 4п       |
|              | Чистов Анатолій Володимирович       | 27 травня 1962    | Україна  | 14       | 17п      |
| Захисники    |                                     |                   |          |          |          |
|              | Артеменко Сергій Володимирович      | 17 вересня 1976   | Україна  | 26       | 1        |
|              | Бондаренко Олександр Миколайович    | 29 червня 1966    | Україна  | 3        | 0        |
|              | Букель Юрій Олександрович           | 22 червня 1971    | Україна  | 16       | 0        |
|              | Булигін-Шрамко Сергій Віталійович   | 4 жовтня 1974     | Україна  | 9        | 0        |
|              | Єрохін Андрій Анатолійович          | 24 березня 1978   | Україна  | 15       | 1        |
|              | Матюшенко Вячеслав Вікторович       | 2 жовтня 1975     | Україна  | 5        | 1        |
|              | Спіцин Олександр Сергійович         | 22 серпня 1963    | Україна  | 13       | 0        |
|              | Стежковий Василь Вікторович         | 16 серпня 1980    | Україна  | 4        | 0        |
|              | Сухомлинов Владислав Валерійович    | 2 січня 1978      | Україна  | 2        | 0        |
|              | Яцурак Василь Іванович              | 10 грудня 1973    | Україна  | 6        | 0        |
| Півзахисники |                                     |                   |          |          |          |
|              | Багіров Едуард Олександрович        | 30 травня 1975    | Україна  | 3        | 0        |
|              | Васильків Руслан Борисович          | 8 січня 1973      | Україна  | 2        | 0        |
|              | Вітвіцький Микола Станіславович     | 22 вересня 1976   | Україна  | 4        | 0        |
|              | Гапон Володимир Аркадійович         | 3 серпня 1979     | Україна  | 23       | 0        |
|              | Драницький Сергій Миколайович       | 1 червня 1974     | Україна  | 11       | 4        |
|              | Каряка Дмитро Вікторович            | 20 липня 1977     | Україна  | 18       | 1        |
|              | Коврижкін Сергій Євгенович          | 2 липня 1979      | Україна  | 3        | 0        |
|              | Колесніченко Віталій Віталійович    | 10 червня 1973    | Україна  | 25       | 0        |
|              | Костюк Сергій Анатолійович          | 30 листопада 1978 | Україна  | 10       | 0        |
|              | Крісанов Дмитро Володимирович       | 10 серпня 1977    | Україна  | 15       | 0        |
|              | Мокан Василь Іванович               | 29 червня 1966    | Україна  | 22       | 1        |
|              | Мочуляк Олег Леонідович             | 27 вересня 1974   | Україна  | 29       | 5        |
|              | Поліщук Володимир Васильович        | 29 жовтня 1974    | Україна  | 4        | 0        |
|              | Сак Юрій Миколайович                | 3 січня 1967      | Україна  | 14       | 0        |
|              | Собкович Олександр Дмитрович        | 11 лютого 1976    | Україна  | 6        | 0        |
|              | Хроль Геннадій Юрійович             | 8 серпня 1979     | Україна  | 13       | 0        |
|              | Чернов Андрій Анатолійович          | 19 жовтня 1979    | Україна  | 15       | 0        |
| Нападники    |                                     |                   |          |          |          |
|              | Жицький Данило Анатолійович         | 7 лютого 1980     | Україна  | 1        | 0        |
|              | Галстян Овік Саргісович             | 7 вересня 1976    | Україна  | 7        | 1        |
|              | Голоколосов Олександр Олександрович | 28 січня 1976     | Україна  | 10       | 0        |
|              | Гусейнов Тімєрлан Рустамович        | 24 січня 1968     | Україна  | 23       | 1        |
|              | Корпонай Іван Тиберійович           | 13 лютого 1969    | Україна  | 4        | 0        |
|              | Пономаренко Сергій Іванович         | 20 лютого 1982    | Україна  | 1        | 1        |
|              | Романчук Руслан Володимирович       | 12 жовтня 1974    | Україна  | 4        | 1        |
|              | Стоянов Едуард Миколайович          | 29 червня 1972    | Україна  | 1        | 1        |
|              | Терещенко Вячеслав Володимирович    | 16 січня 1977     | Україна  | 14       | 3        |

## «Шахтар» (Донецьк)
Головні тренери: Анатолій Бишовець (8 матчів), Олексій Дрозденко (6 матчів), Віктор Прокопенко (16 матчів)
| №            | Футболіст                        | Дата народження   | Країна   | Ігри     | Голи     |
| Воротарі     | Воротарі                         | Воротарі          | Воротарі | Воротарі | Воротарі |
| ------------ | -------------------------------- | ----------------- | -------- | -------- | -------- |
|              | Вірт Юрій Миколайович            | 4 травня 1974     | Україна  | 30       | 15п      |
|              | Шутков Дмитро Анатолійович       | 3 квітня 1972     | Україна  | 1        | 1п       |
| Захисники    |                                  |                   |          |          |          |
|              | Беньо Юрій Володимирович         | 25 квітня 1974    | Україна  | 8        | 1        |
|              | Глевецкас Дайнюс Юлюс            | 3 травня 1977     | Литва    | 13       | 1        |
|              | Коваль Олександр Миколайович     | 3 травня 1974     | Україна  | 4        | 0        |
|              | Котов Євген Валентинович         | 10 серпня 1978    | Україна  | 12       | 0        |
|              | Микитін Володимир Богданович     | 28 квітня 1970    | Україна  | 12       | 0        |
|              | Старостяк Михайло Володимирович  | 13 жовтня 1973    | Україна  | 27       | 0        |
|              | Чижевський Олександр Арсенійович | 27 травня 1971    | Україна  | 9        | 0        |
|              | Шмарко Олександр Миколайович     | 12 березня 1969   | Росія    | 9        | 0        |
| Півзахисники |                                  |                   |          |          |          |
|              | Абрамов Віталій Сергійович       | 12 липня 1974     | Росія    | 10       | 2        |
|              | Аліуце Маріан                    | 4 лютого 1978     | Румунія  | 6        | 0        |
|              | Бахарєв Олексій Олександрович    | 12 жовтня 1976    | Україна  | 24       | 1        |
|              | Нагорняк Сергій Миколайович      | 5 вересня 1971    | Україна  | 8        | 1        |
|              | Зубов Геннадій Олександрович     | 12 вересня 1977   | Україна  | 26       | 12       |
|              | Ковальов Сергій Миколайович      | 22 листопада 1971 | Україна  | 28       | 1        |
|              | Кривенцов Валерій Сергійович     | 31 липня 1973     | Україна  | 12       | 0        |
|              | Матвєєв Олег Юрійович            | 18 серпня 1970    | Україна  | 12       | 1        |
|              | Орбу Геннадій Григорович         | 23 липня 1970     | Україна  | 22       | 7        |
|              | Пестряков Олег Ігорович          | 5 серпня 1974     | Україна  | 7        | 1        |
|              | Попов Сергій Олександрович       | 22 квітня 1971    | Україна  | 25       | 6        |
|              | Селезньов Юрій Олександрович     | 18 грудня 1975    | Україна  | 14       | 1        |
|              | Тимощук Анатолій Олександрович   | 30 березня 1979   | Україна  | 23       | 0        |
|              | Шелаєв Олег Миколайович          | 5 листопада 1976  | Україна  | 4        | 0        |
| Нападники    |                                  |                   |          |          |          |
|              | Ателькін Сергій Валерійович      | 8 січня 1972      | Україна  | 9        | 1        |
|              | Бєлік Олексій Григорович         | 15 лютого 1981    | Україна  | 8        | 4        |
|              | Воробєй Андрій Олексійович       | 29 листопада 1978 | Україна  | 24       | 15       |
|              | Кріпак Яків Вікторович           | 13 червня 1978    | Україна  | 3        | 0        |
|              | Мацюк Віктор Миколайович         | 7 травня 1975     | Україна  | 2        | 0        |
|              | Штолцерс Андрій Янович           | 8 липня 1974      | Латвія   | 15       | 4        |